# Joos van Wassenhove
Joos van Wassenhove (ou Justus van Gent), Justus ou Jodocus of Ghent, ou Giusto da Guanto (de acordo com Vasari e Guicciardini)  (c. 1410 — c. 1480) foi um pintor flamengo que mais tarde trabalhou na Itália.
Nada se sabe sobre sua vida nos registros da cidade de Gante. De acordo com algumas informações de Vasari, Jodocus era aluno de Hubert van Eyck. Os registros da Guilda de São Lucas guardam o nome de seis pintores de nome Joos ou Jodocus, que trabalhavam na cidade de Gante no século XV.
A partir da obra Comunhão dos Apóstolos, que está na Galeria Nacional de Urbino, na Itália, pode-se ver que Giusto, mais do que um simples seguidor de Hubert Van Eyck, tinha estudado com algum outro mestre, provavelmente Dieric Bouts. Tecnicamente, está no nível de Geertgen tot Sint Jans. Possivelmente estudou as obras de Santi e Melozzo, criando uma misturas de marcas flamengas e italianas.